# Cuadrivector
Un cuadrivector es la representación matemática en forma de vector de cuatro dimensiones de una magnitud vectorial en teoría de la relatividad.

## Motivación
Los trabajos de H. A. Lorentz, H. Poincaré, A. Einstein y H. Minkowski sobre el electromagnetismo clásico llevaron a la idea de que no es posible definir un tiempo absoluto que transcurre de manera idéntica para todos los observadores con independencia de su estado de movimiento.
La no existencia de un tiempo absoluto requería que existiera una medida de tiempo para cada observador. Así, el conjunto de eventos (puntos del espacio-tiempo) llevaban de manera natural a definir vectores de cuatro dimensiones:

{\displaystyle E=(ct,x,y,z)\,}

donde los cuatro componentes anteriores representaban el instante en que sucedía algo y las tres coordenadas espaciales donde ocurrían y c es simplemente la velocidad de la luz (introducida aquí por conveniencia, para que todas las coordenadas tengan dimensiones de longitud). Los experimentos mostraban que cuando diversos observadores se ponían a medir sus respectivas coordenadas para el evento obtenían números diferentes pero éstos guardaban entre sí cierta relación dadas por unas ecuaciones que más tarde se llamaron transformaciones de Lorentz.
Esas transformaciones de Lorentz de hecho al ser aplicadas a las ecuaciones de Maxwell y a la fuerza electromagnética que nota una partícula cargada, las dejaban invariantes en forma. Es decir, diversos observadores medían coordenadas espaciales y temporales diferentes, encontraban diferentes medidas para la intensidad de campo eléctrico y magnético, pero las ecuaciones que relacionaban para un mismo observador tenían la misma forma para todos los observadores inerciales. Matemáticamente esas transformaciones o relaciones de Lorentz involucran los componentes de las magnitudes vectoriales y ciertas magnitudes escalares. Un paso importante fue dado por Poincaré y Minkowski cuando probaron que las transformaciones de Lorentz podían ser concebidas como rotaciones espacio-temporales en un espacio-tiempo de cuatro dimensiones.
Así, cuando Albert Einstein formuló su teoría especial de la relatividad, postuló el principio de covariancia, según el cual las ecuaciones de la física tenían que tener la misma forma para todos los sistemas de referencia inerciales, eso añadido a que los componentes de ciertas magnitudes se relacionaban de acuerdo con las transformaciones de Lorentz llevaba a considerar vectores y tensores sobre un espacio vectorial de cuatro dimensiones: tres dimensiones espaciales y una dimensión temporal.

## Cuadrivectores en la teoría especial de la relatividad
El espacio-tiempo de la teoría de la relatividad o espacio de Minkowski {\displaystyle ({\mathcal {M}},{\boldsymbol {\eta }})} es plano, eso significa que existe un difeomorfismo entre {\displaystyle \mathbb {R} ^{4}}. Los cuadrivectores en este caso se obtienen simplemente añadiendo a los tres componentes de cualquier magnitud vectorial de la mecánica newtoniana un «escalar newtoniano» de tal manera que formemos vectores con tres componentes espaciales (las del vector newtoniano) y un componente temporal (el «escalar newtoniano»), a continuación se presenta la compleción covariante de algunas magnitudes vectoriales de la mecánica newtoniana:
- Cuadrivector velocidad o cuadrivelocidad. De la misma manera que la velocidad en mecánica newtoniana es la derivada temporal de la posición respecto al tiempo, en la teoría especial de la relatividad la cuadrivelocidad es la derivada temporal del cuadrivector posición respecto al tiempo propio de la partícula. Dada la relación entre el tiempo coordenado y el tiempo propio el cuadrivector velocidad viene dado por:

{\displaystyle \mathbf {V} =(\gamma c;\gamma v_{x},\gamma v_{y},\gamma v_{z})=\left({\frac {c}{\sqrt {1-{\frac {v^{2}}{c^{2}}}}}};{\frac {\mathbf {v} }{\sqrt {1-{\frac {v^{2}}{c^{2}}}}}}\right)\in \mathbb {R} \times \mathbb {R} ^{3}}

Donde {\displaystyle \mathbf {v} =(v_{x},v_{y},v_{z})} es la velocidad newtoniana convencional y {\displaystyle \gamma \,} es el factor de Lorentz.
- Cuadrivector momento o cuadrimomento: es el producto de la cuadrivelocidad por la masa en reposo y por tanto viene dado por:

{\displaystyle \mathbf {P} =m\mathbf {V} =\left({\frac {E}{c}};p_{x},p_{y},p_{z}\right)=\left({\frac {mc}{\sqrt {1-{\frac {v^{2}}{c^{2}}}}}};{\frac {m\mathbf {v} }{\sqrt {1-{\frac {v^{2}}{c^{2}}}}}}\right)}

- Cuadrivector aceleración o cuadriaceleración. Se obtiene como la derivada de la cuadrivelocidad respecto al tiempo propio; reescribiendo el resultado en términos de la velocidad {\displaystyle \mathbf {v} } y aceleración {\displaystyle \mathbf {a} } newtonianas, resulta:

{\displaystyle \mathbf {A} ={\frac {d\mathbf {V} }{d\tau }}=\left(\gamma {\dot {\gamma }}c,\gamma {\dot {\gamma }}\mathbf {u} +\gamma ^{2}{\dot {\mathbf {u} }}\right)=\left({\frac {\mathbf {v} \cdot \mathbf {a} }{c(1-{\frac {v^{2}}{c^{2}}})^{2}}};{\frac {(\mathbf {v} \cdot \mathbf {a} )\mathbf {v} }{c^{2}(1-{\frac {v^{2}}{c^{2}}})^{2}}}+{\frac {\mathbf {a} }{1-{\frac {v^{2}}{c^{2}}}}}\right)}

{\displaystyle \mathbf {A} ={\frac {d\mathbf {V} }{d\tau }}=\left(\gamma ^{4}{\frac {\mathbf {v} \cdot \mathbf {a} }{c}};\gamma ^{4}{\frac {(\mathbf {v} \cdot \mathbf {a} )\mathbf {v} }{c^{2}}}+\gamma ^{2}\mathbf {a} \right)}

- Cuadrivector fuerza o cuadrifuerza. Se define como la derivada del momento lineal respecto al tiempo propio por lo que resulta ser:

{\displaystyle \mathbf {F} ={\frac {d\mathbf {P} }{d\tau }}=\left(\gamma {\dot {\gamma }}mc,\gamma \mathbf {f} \right)=\left({\frac {\mathbf {f} \cdot \mathbf {v} }{c{\sqrt {1-{\frac {v^{2}}{c^{2}}}}}}};{\frac {\mathbf {f} }{\sqrt {1-{\frac {v^{2}}{c^{2}}}}}}\right)}

- Cuadrivector de densidad de corriente. En un sistema de cargas en movimiento se define la densidad de corriente al flujo de carga tridimensional {\displaystyle \mathbf {j} _{e}} como la cantidad de carga que pasa a través de un punto del espacio por unidad de tiempo y por unidad de superficie. En relatividad la magnitud correspondiente se obtiene agregándole la densidad de carga eléctrica:

{\displaystyle \mathbf {J} =(\rho _{e}c,\rho _{e}v_{x},\rho _{e}v_{y},\rho _{e}v_{z})=\left(\rho _{e}c,\mathbf {j} _{e}\right)}
- Cuadrivector de potencial. El potencial escalar del electromagnetismo clásico, junto con el potencial vector, cuyo rotacional da el campo magnético, forman juntos un cuadrivector dado por:

{\displaystyle \mathbf {A} =(\phi /c,A_{x},A_{y},A_{z})}

### Cuadritensores en relatividad especial
Además algunas otras magnitudes tratadas en mecánica newtoniana como pseudovectores o vectores axiales, como el momento angular y el campo magnético corresponden en mecánica relativista al dual de Hodge de los componentes espaciales de un tensor antisimétrico:
- Cuadritensor momento angular. Es el producto tensorial antisimetrizado del cuadrimomento por un cuadrivector de posición:

{\displaystyle \mathbf {L} ={\begin{pmatrix}0&ctp_{x}-Ex/c&ctp_{y}-Ey/c&ctp_{z}-Ez/c\\Ex/c-ctp_{x}&0&xp_{y}-yp_{x}&xp_{z}-zp_{x}\\Ey/c-ctp_{y}&yp_{x}-xp_{y}&0&yp_{z}-zp_{y}\\Ez/c-ctp_{z}&zp_{x}-xp_{z}&zp_{y}-yp_{z}&0\end{pmatrix}}={\begin{pmatrix}0&r_{x}&r_{y}&r_{z}\\-r_{x}&0&L_{z}&-L_{y}\\-r_{y}&-L_{z}&0&L_{x}\\-r_{z}&L_{y}&-L_{x}&0\end{pmatrix}}}

Puede verse que los tres componentes espaciales forman el momento angular de la mecánica newtoniana {\displaystyle \mathbf {l} =(L_{x},L_{y},L_{z})} y el resto de componentes {\displaystyle (r_{x},r_{y},r_{z})\,} describen el movimiento del centro de masas relativista.
- Cuadritensor campo electromagnético:

{\displaystyle \mathbf {F} ={\begin{pmatrix}F_{00}&F_{01}&F_{02}&F_{03}\\F_{10}&F_{11}&F_{12}&F_{13}\\F_{20}&F_{21}&F_{22}&F_{23}\\F_{30}&F_{31}&F_{32}&F_{33}\end{pmatrix}}={\begin{pmatrix}0&E_{x}/c&E_{y}/c&E_{z}/c\\-E_{x}/c&0&B_{z}&-B_{y}\\-E_{y}/c&-B_{z}&0&B_{x}\\-E_{z}/c&B_{y}&-B_{x}&0\end{pmatrix}}}

### Cuadriescalares en relatividad especial
Además de cuadrivectores y cuadritensores algunas magnitudes relativistas son tensores de orden cero, es decir, escalares. Entre los escalares relativistas más importantes están:
- Intervalo de espacio-tiempo:
{\displaystyle \Delta s^{2}=x^{a}x^{b}\eta _{ab}=c^{2}\Delta t^{2}-\Delta x^{2}-\Delta y^{2}-\Delta z^{2}\,}
- Tiempo propio (para intervalos timelike):
{\displaystyle \Delta \tau ={\sqrt {\frac {\Delta s^{2}}{c^{2}}}},\,\Delta s^{2}>0}
- Masa en reposo:
{\displaystyle m_{0}^{2}c^{2}=p^{a}p^{b}\eta _{ab}={\frac {E^{2}}{c^{2}}}-p_{x}^{2}-p_{y}^{2}-p_{z}^{2}}
- Invariante electromagnético:
{\displaystyle F_{ab}F^{ab}=\ 2\left(B^{2}-{\frac {E^{2}}{c^{2}}}\right)\qquad G_{cd}F^{cd}=\epsilon _{abcd}F^{ab}F^{cd}={\frac {2}{c}}\left({\vec {B}}\cdot {\vec {E}}\right)}

## Cuadrivectores en teoría general de la relatividad
En la teoría general de la relatividad el espacio-tiempo {\displaystyle ({\mathcal {M}},\mathbf {g} )} se representa por una variedad pseudoriemanniana definida por un tensor métrico que varía de un punto a otro del espacio. Además debido a la curvatura del espacio-tiempo los espacios tangentes de dos puntos diferentes del espacio-tiempo tienen en general orientaciones diferentes. Eso impide, como pasaba con el espacio de Minkowski de la relatividad especial, identificar directamente los puntos de la variedad {\displaystyle {\mathcal {M}}} con el espacio vectorial tangente de dicha variedad. Un campo vectorial sobre un espacio-tiempo curvo es una aplicación que a cada punto de la variedad le asigna un elemento del fibrado tangente de la variedad:

{\displaystyle \mathbf {U} :{\mathcal {M}}\to T{\mathcal {M}},\qquad \mathbf {U} =U^{\alpha }(\mathbf {x} )\mathbf {e} _{\alpha }(\mathbf {x} ),\ \mathbf {x} \in {\mathcal {M}}}

Por eso todos los cuadrivectores y cuadritensores en teoría de la relatividad general en cada punto son elementos del espacio tangente de ese punto. Eso complica el aparato matemático porque cuando se comparan magnitudes tensoriales o vectoriales en diferentes puntos del espacio, los espacios vectoriales tangentes sobre los que están definidos no tienen la misma orientación. Para poder hacer comparaciones entre diferentes puntos, calcular derivadas de magnitudes físicas, etc., se requiere una conexión matemática que permita definir una derivada covariante, de tal manera que las magnitudes físicas satisfacen ecuaciones que cumplen con el principio de covariancia.
La cuadrivelocidad y el cuadrimomento en relatividad general se definen como:

{\displaystyle V^{\alpha }={\frac {dx^{\alpha }}{d\tau }},\qquad P^{\alpha }=mV^{\alpha }}

Siendo {\displaystyle \scriptstyle \tau } el tiempo propio de la partícula, que en general dependerá de la trayectoria seguida por la partícula {\displaystyle \scriptstyle (x^{0}(\lambda ),x^{1}(\lambda ),x^{2}(\lambda ),x^{3}(\lambda ))}mediante la relación:

{\displaystyle \tau _{f}={\frac {1}{c}}\int _{0}^{\lambda _{f}}{-\left[g_{00}{\frac {dx^{0}}{d\lambda }}+{\frac {g_{0\alpha }}{\sqrt {g_{00}}}}{\frac {dx^{\alpha }}{d\lambda }}\right]}d\lambda }

Por otra parte la cuadriaceleración y la cuadrifuerza requieren el uso de la derivada covariante y por tanto de la conexión matemática asociada a la métrica y expresada mediante los símbolos de Christoffel:

{\displaystyle {\begin{cases}A^{\alpha }={\cfrac {DV^{\alpha }}{D\tau }}=V^{\beta }\nabla _{\beta }V^{\alpha }=\left({\cfrac {dV^{\alpha }}{dx^{\beta }}}+\Gamma _{\mu \beta }^{\alpha }V^{\mu }\right)V^{\beta }={\cfrac {dV^{\alpha }}{d\tau }}+\Gamma _{\mu \beta }^{\alpha }V^{\mu }V^{\beta }\\f^{\alpha }=mA^{\alpha }\end{cases}}}

## Álgebra de cuadrivectores

### Cuadrivectores en una base de valores reales
Un «cuadrivector» «A» es un vector con un componente «temporal» y tres componentes «espaciales», y puede escribirse en varias notaciones equivalentes:
{\displaystyle {\begin{aligned}\mathbf {A} &=\left(A^{0},\,A^{1},\,A^{2},\,A^{3}\right)\\&=A^{0}\mathbf {E} _{0}+A^{1}\mathbf {E} _{1}+A^{2}\mathbf {E} _{2}+A^{3}\mathbf {E} _{3}\\&=A^{0}\mathbf {E} _{0}+A^{i}\mathbf {E} _{i}\\&=A^{\alpha }\mathbf {E} _{\alpha }\end{aligned}}}
donde «Aα» es el componente de magnitud y «E»α es el componente del vector base; nótese que ambos son necesarios para formar un vector, y que cuando «Aα» se ve solo, se refiere estrictamente a los componentes del vector.
Los índices superiores indican componentes contravariantes. Aquí, la convención estándar es que los índices latinos toman valores para los componentes espaciales, de modo que «i» = 1, 2, 3, y los índices griegos toman valores para los componentes espaciales «y temporales», de modo que «α» = 0, 1, 2, 3, utilizados con la convención de suma. La división entre el componente temporal y los componentes espaciales es útil para determinar las contracciones de un vector cuatridimensional con otras magnitudes tensoriales, como para calcular los invariantes de Lorentz en productos escalares (se dan ejemplos más adelante) o para elevar y bajar índices.
En relatividad especial, la base espacial «E»1, «E»2, «E»3 y los componentes «A»1, «A»2, «A»3 son a menudo la base y los componentes cartesianos:
{\displaystyle {\begin{aligned}\mathbf {A} &=\left(A_{t},\,A_{x},\,A_{y},\,A_{z}\right)\\&=A_{t}\mathbf {E} _{t}+A_{x}\mathbf {E} _{x}+A_{y}\mathbf {E} _{y}+A_{z}\mathbf {E} _{z}\\\end{aligned}}}
aunque, por supuesto, se pueden utilizar cualquier otra base y componentes, como coordenadas polares esféricas
{\displaystyle {\begin{aligned}\mathbf {A} &=\left(A_{t},\,A_{r},\,A_{\theta },\,A_{\phi }\right)\\&=A_{t}\mathbf {E} _{t}+A_{r}\mathbf {E} _{r}+A_{\theta }\mathbf {E} _{\theta }+A_{\phi }\mathbf {E} _{\phi }\\\end{aligned}}}
o coordenadas polares cilíndricas,
{\displaystyle {\begin{aligned}\mathbf {A} &=(A_{t},\,A_{r},\,A_{\theta },\,A_{z})\\&=A_{t}\mathbf {E} _{t}+A_{r}\mathbf {E} _{r}+A_{\theta }\mathbf {E} _{\theta }+A_{z}\mathbf {E} _{z}\\\end{aligned}}}
o cualquier otra coordenadas ortogonales, o incluso coordenadas curvilíneas generales. Tenga en cuenta que las etiquetas de las coordenadas siempre se escriben como subíndices y no como índices que toman valores numéricos. En relatividad general, se deben utilizar coordenadas curvilíneas locales en una base local. Geométricamente, un cuaternario todavía puede interpretarse como una flecha, pero en el espacio-tiempo, no solo en el espacio. En relatividad, las flechas se dibujan como parte del diagrama de Minkowski (también llamado «diagrama del espacio-tiempo»). En este artículo, los cuaternarios se denominarán simplemente vectores.
También es habitual representar las bases mediante vectores columna:
{\displaystyle \mathbf {E} _{0}={\begin{pmatrix}1\\0\\0\\0\end{pmatrix}}\,,\quad \mathbf {E} _{1}={\begin{pmatrix}0\\1\\0\\0\end{pmatrix}}\,,\quad \mathbf {E} _{2}={\begin{pmatrix}0\\0\\1\\0\end{pmatrix}}\,,\quad \mathbf {E} _{3}={\begin{pmatrix}0\\0\\0\\1\end{pmatrix}}}
para que:
{\displaystyle \mathbf {A} ={\begin{pmatrix}A^{0}\\A^{1}\\A^{2}\\A^{3}\end{pmatrix}}}
La relación entre las coordenadas covariante y contravariantes se establece a través del tensor métrico de Minkowski (denominado métrica), η, que eleva y baja índices de la siguiente manera:
{\displaystyle A_{\mu }=\eta _{\mu \nu }A^{\nu }\,,}
y en diversas notaciones equivalentes, los componentes covariantes son:
{\displaystyle {\begin{aligned}\mathbf {A} &=(A_{0},\,A_{1},\,A_{2},\,A_{3})\\&=A_{0}\mathbf {E} ^{0}+A_{1}\mathbf {E} ^{1}+A_{2}\mathbf {E} ^{2}+A_{3}\mathbf {E} ^{3}\\&=A_{0}\mathbf {E} ^{0}+A_{i}\mathbf {E} ^{i}\\&=A_{\alpha }\mathbf {E} ^{\alpha }\\\end{aligned}}}
donde el índice bajado indica que es covariante. A menudo, la métrica es diagonal, como es el caso de las coordenadas ortogonales (véase elemento de línea), pero no en general en las coordenadas curvilíneas.
Las bases pueden representarse mediante vectores de fila:
{\displaystyle {\begin{aligned}\mathbf {E} ^{0}&={\begin{pmatrix}1&0&0&0\end{pmatrix}}\,,&\mathbf {E} ^{1}&={\begin{pmatrix}0&1&0&0\end{pmatrix}}\,,\\[1ex]\mathbf {E} ^{2}&={\begin{pmatrix}0&0&1&0\end{pmatrix}}\,,&\mathbf {E} ^{3}&={\begin{pmatrix}0&0&0&1\end{pmatrix}},\end{aligned}}}
para que:
{\displaystyle \mathbf {A} ={\begin{pmatrix}A_{0}&A_{1}&A_{2}&A_{3}\end{pmatrix}}}
La motivación para las convenciones anteriores es que el producto interno es un escalar, véase más adelante para obtener más detalles.

### Transformación de Lorentz
Dados dos Sistema de referencia inerciales o rotados, se define un cuatrienario como una cantidad que se transforma según la matriz de transformación de Lorentz Λ:
\mathbf {A} '={\boldsymbol {\Lambda }}\mathbf {A} 
En notación indexada, los componentes contravariantes y covariantes se transforman según, respectivamente:
{A'}^{\mu }=\Lambda ^{\mu }{}_{\nu }A^{\nu }\,,\quad {A'}_{\mu }=\Lambda _{\mu }{}^{\nu }A_{\nu }
en la que la matriz Λ tiene componentes Λμν en la fila μ y en la columna ν, y la matriz (Λ−1)T tiene componentes Λμν in filas μ y columnas ν.
Para obtener más información sobre la naturaleza de esta definición de transformación, véase tensor. Los cuatro vectores se transforman de la misma manera, y esto se puede generalizar a tensores relativistas de cuatro dimensiones; véase relatividad especial.